# Gare de l’Ouest/Weststation
Gare de l'Ouest/Weststation – stacja metra w Brukseli, na linii 1, 2, 5 i 6. Zlokalizowana jest za stacją Beekkant, Delacroix i Jacques Brel. Została otwarta w 1982.